# Albert García-Alzórriz i Guardiola
Albert García-Alzórriz i Guardiola   (Barcelona, 1992 - Barcelona, 21 de novembre de 2023) fou un arquitecte i artista català.

## Biografia
Graduat en Belles Arts i Arquitectura per la UB i la UPC, respectivament. Fou assistent de docència al Departament de Projectes Arquitectònics de l'Escola Tècnica Superior d'Arquitectura de Barcelona (2014 - 2017), així com de l'artista Jordi Colomer en la realització del Pavelló Espanyol per a la 57a Biennal d'Art de Venècia (2017). Fou finalista de la segona edició del Premi Internacional a la Innovació Cultural del CCCB pel projecte col·lectiu <3 EARTH (Barcelona, 2017).
Entre els seus projectes, destaquen el projecte arquitectònic per al laboratori de creació, investigació i producció artística La Infinita de L'Hospitalet; l'escenografia per a l'obra de teatre Here (Sala Beckett, Barcelona/Volksbühne, Berlín; i el documental Tras los Eucaliptos (2018). Entre d'altres, la seva obra s'ha mostrat a l'Institut Valencià d'Art Modern, al 50è Festival de Cinema Documental Alcances i a ROVER, un projecte de Víctor Ruíz-Colomer i Joe Highton per a Manifesta 12 de Palerm. El 2019 va participar en la Biennal de Venècia, en el marc del projecte de l'Institut Ramon Llull. Va morir el novembre de 2023, amb 31 anys.